# Phyllanthus tanaensis
Phyllanthus tanaensis är en emblikaväxtart som beskrevs av Jean F.Brunel. Phyllanthus tanaensis ingår i släktet Phyllanthus och familjen emblikaväxter.
Artens utbredningsområde är Kenya. Inga underarter finns listade i Catalogue of Life.